# تشارلز فريدريك وورث
تشارلز فريدريك وورث (بالإنجليزية: Charles Frederick Worth) (1826 - 1895) مصمم الأزياء الإنجليزي الذي أسس بيت وورث، واحدة من أهم دور الأزياء من القرن 19 وأوائل القرن ال20. يعتبره العديد من مؤرخي الأزياء أنه مؤسس تصميم الأزياء الراقية.
أسس له في باريس عام 1858، صالون الموضة سرعان ما اجتذب الملوك الأوروبيين، وجعل المجتمع يتبع تصميمه المبتكر، بحلول نهاية حياته المهنية، قام بتوظيف 1200 شخص في داره للأزياء، وكان تأثيره على طعم الموضة بعيد المدى. وقال متحف متروبوليتان للفنون بأن «العدواني-وتعزيز الذات» أكسبه لقب أول مصمم. بالتأكيد، قبل 1870 اسمه لم يكن معروفًا في الدوائر الحكومية، ولكن ظهر واسعا في المجلات النسائية التي قرأها المجتمع.

## معرض صور

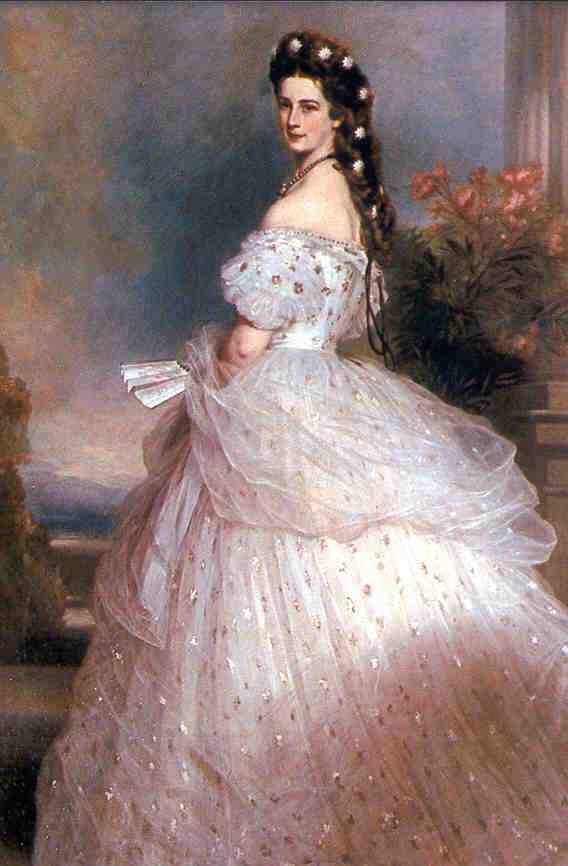
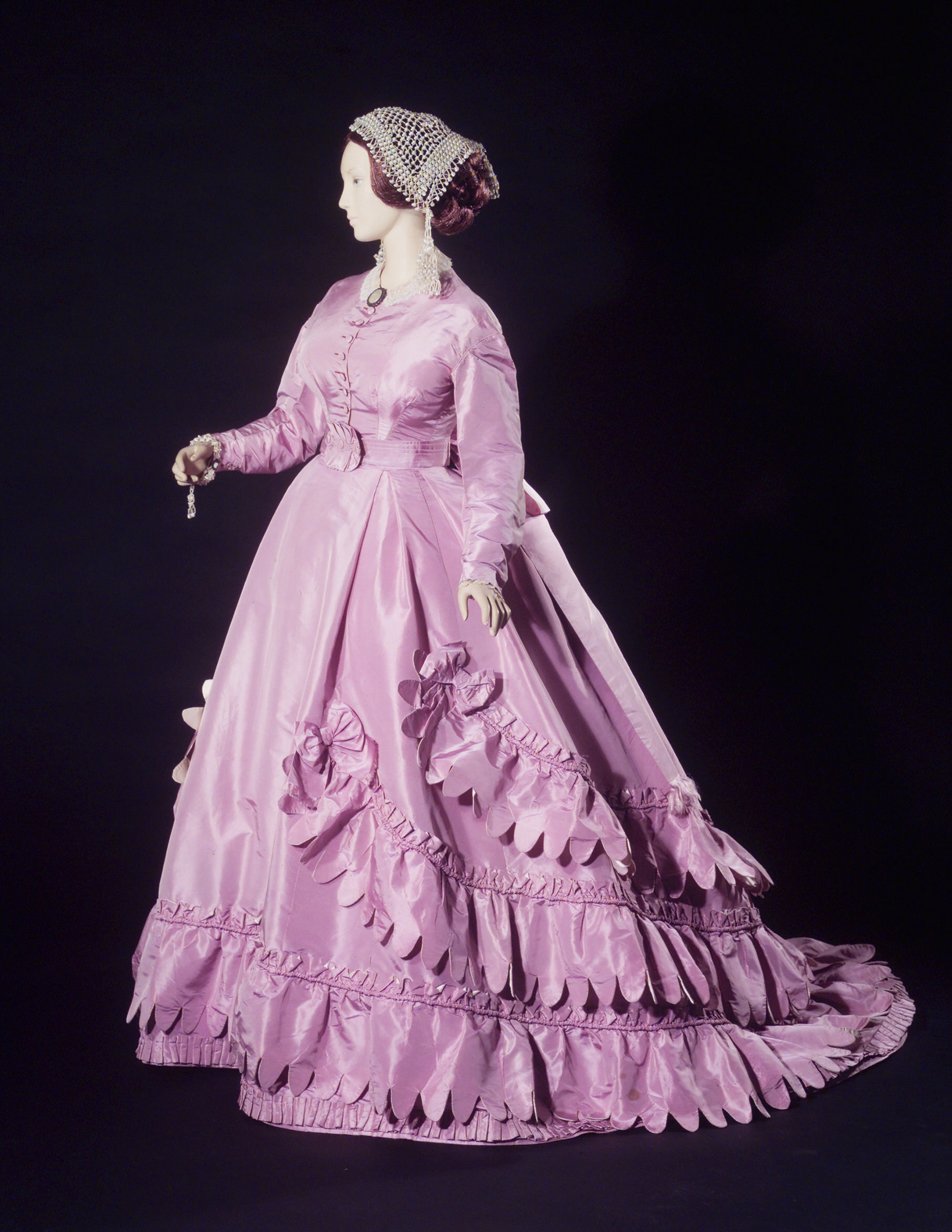
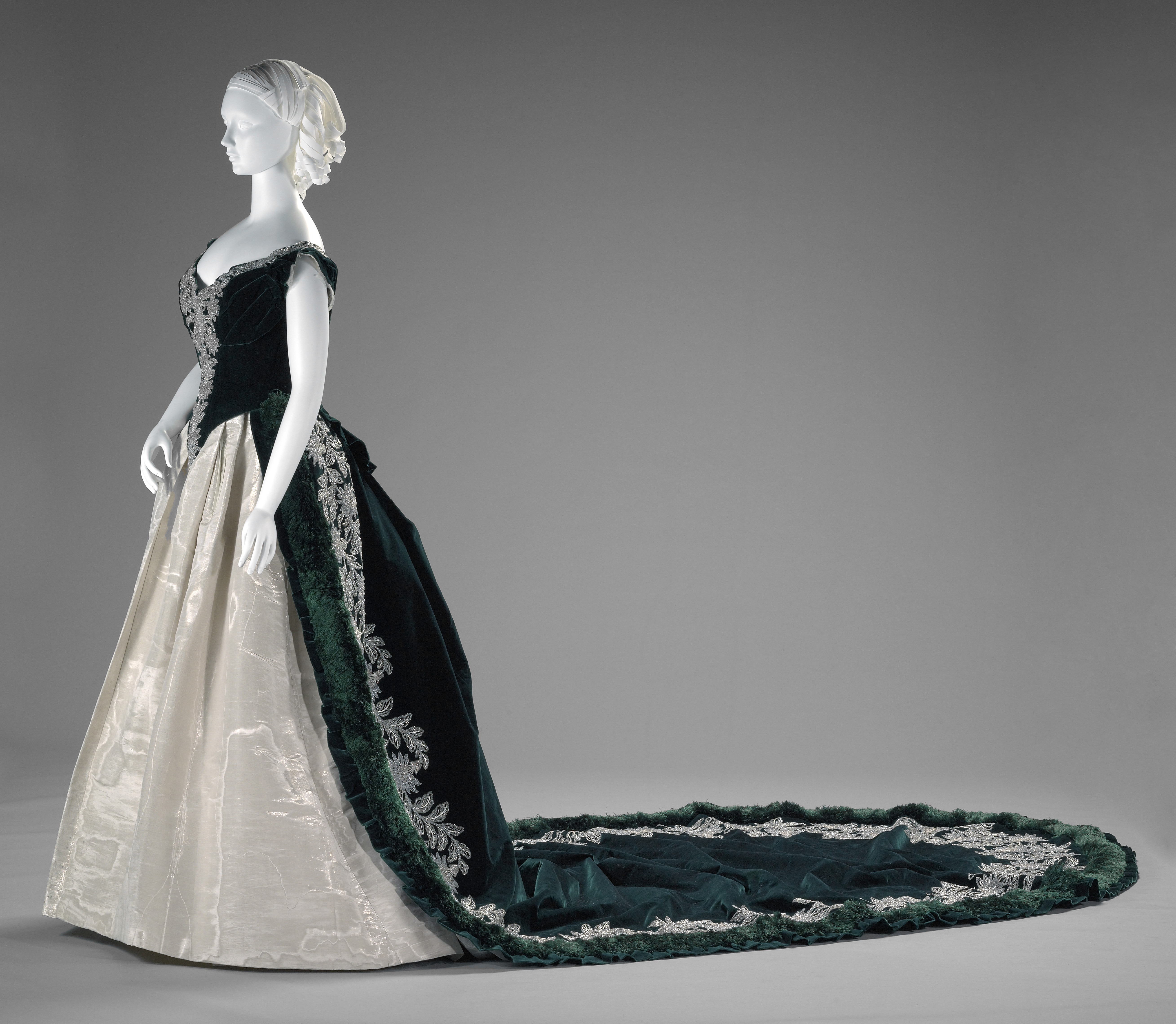
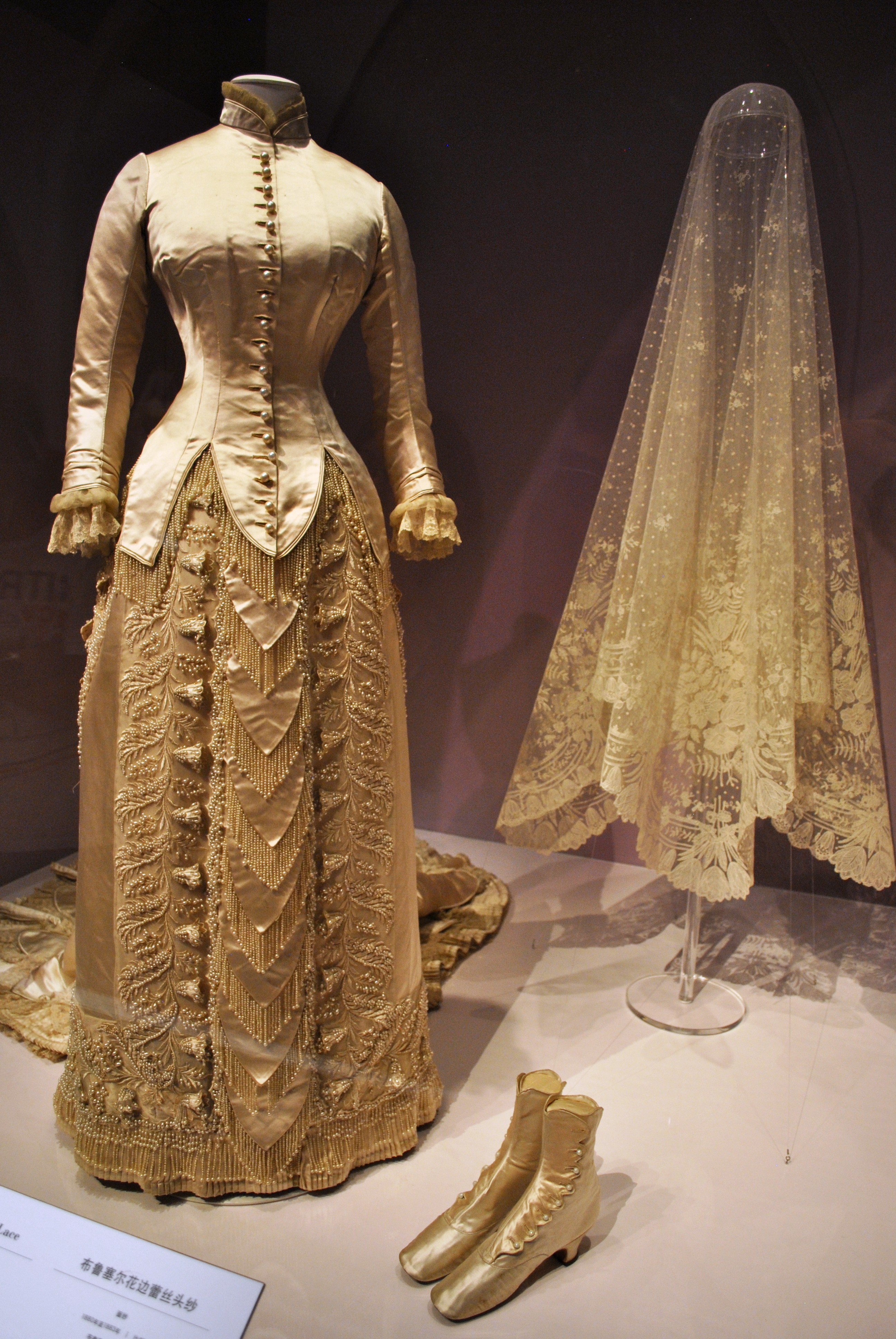